# 中村壮秀
中村 壮秀（なかむら まさひで、1974年6月3日 - ）は、日本の実業家、経営者。アライドアーキテクツ株式会社代表取締役。
- 1993年 3月 - 攻玉社高等学校卒業
- 1997年
  - 3月 - 慶應義塾大学理工学部計測工学科卒業
  - 4月 - 住友商事株式会社入社
- 2000年 6月 - 株式会社ゴルフダイジェスト・オンラインに参画
- 2005年 8月 - アライドアーキテクツ株式会社設立、代表取締役に就任